# اگبانگنیزون
اگبانگنیزون (به لاتین: Agbangnizoun) یک سکونتگاه مسکونی در بنین است که در استان زو واقع شده‌است.

## خصوصیات
اگبانگنیزون ۲۴۴ کیلومترمربع مساحت و ۵۵٬۰۰۱ نفر جمعیت دارد.